# Саут-Шилдс
Саут-Шилдс (англ. South Shields, сокращенно — Шилдс) — город и порт на реке Тайн в графстве Тайн-энд-Уир на северо-востоке Англии, административный центр района Саут-Тайнсайд. Второй — после Ньюкасл-апон-Тайна — город по численности населения в Тайнсайде.

## Известные уроженцы
- Уильям Фокс — четырежды премьер Новой Зеландии. Родился в Саут-Шилдсе в 1812 году.
- Эрнест Сетон-Томпсон — известный канадский писатель, художник-анималист, естествоиспытатель и общественный деятель. Один из основателей движения скаутов в США. Родился в Саут-Шилдсе в 1860 году.
- Кэтрин Куксон (1906—1998) — английская писательница, Дама-Кавалер ордена Британской империи (1985).
- Джейд Фёруолл — английская певица, участница герлз-бенда Little Mix
- Перри Эдвардс — английская певица, участника герлз-бенда Little Mix
- Эрик Айдл — британский актёр, сценарист, один из комиков группы «Монти Пайтон»
- Ридли Скотт — создатель многих прославленных исторических и фантастических фильмов, таких как «Чужой» и «Бегущий по лезвию»,

## Галерея

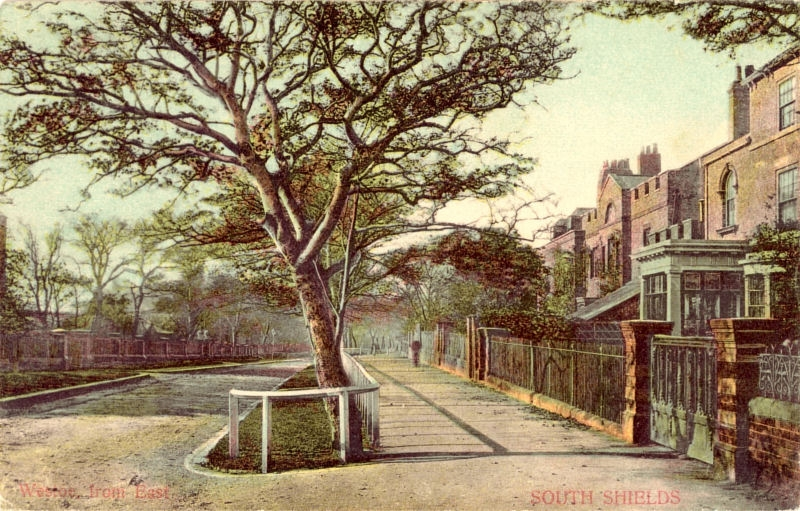
Деревня Весту в 1904
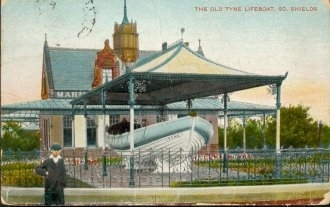
Спасательная шлюпка «Тайн» — памятник членам экипажа, работавшим на ней
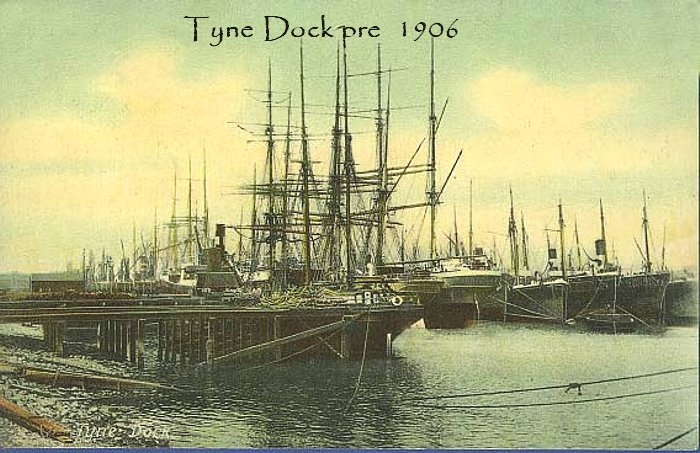
Причал на реке Тайн в 1906
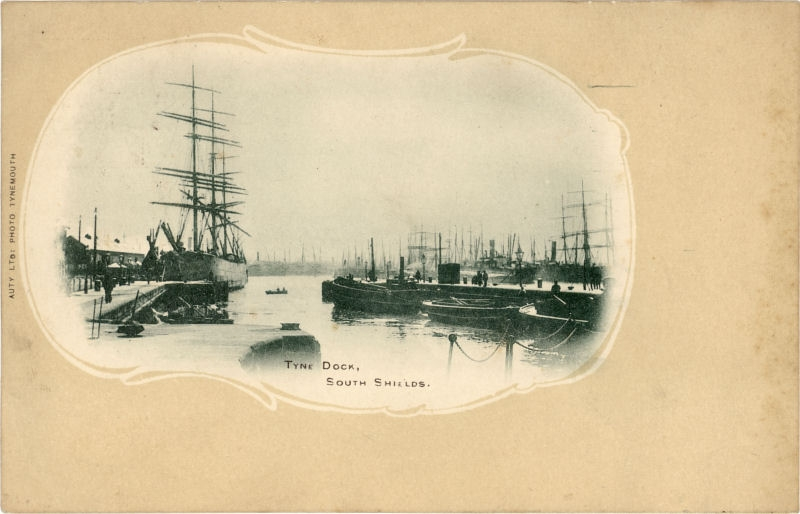
Причал на реке Тайн в 1902
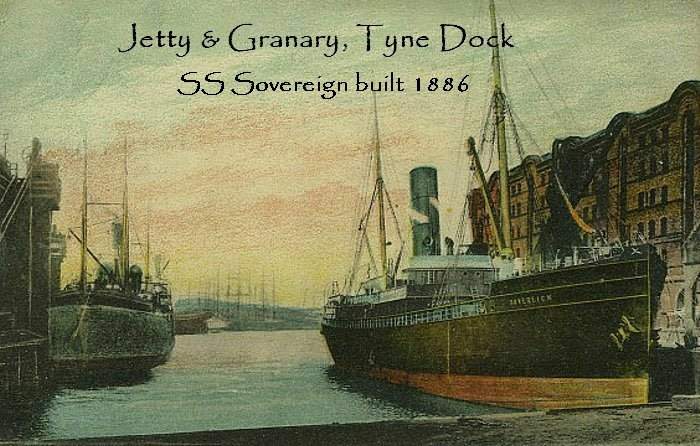
Причал на реке Тайн в 1886
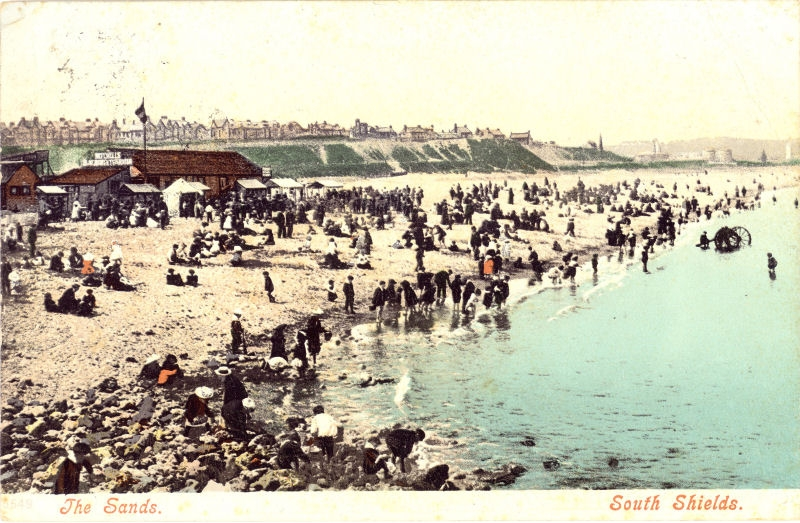
Саут-Шилдс в 1903
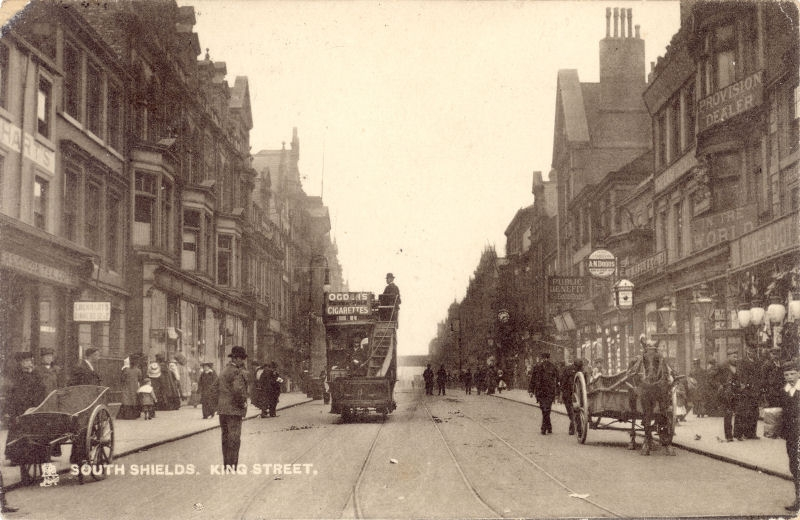
Кинг-стрит в 1905
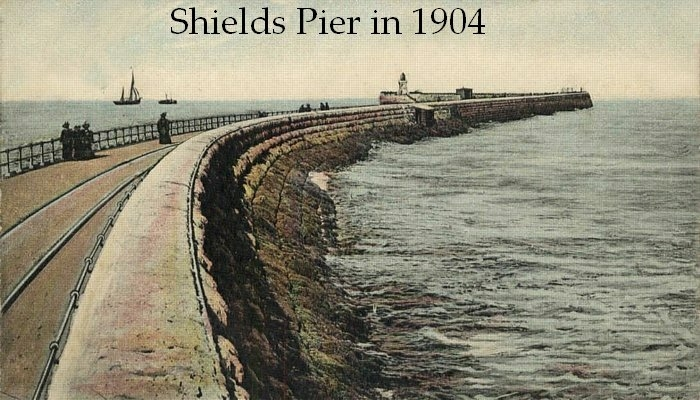
Пристань Шилдса в 1904
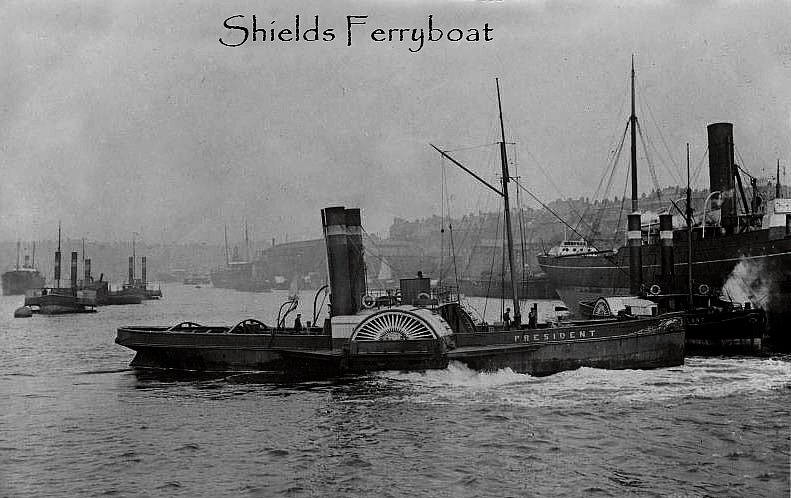
Начало 1900-х годов
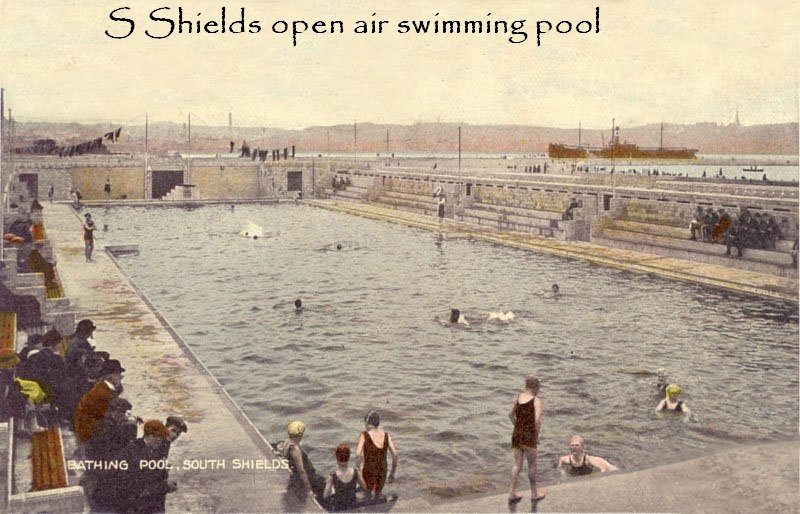
Бассейн
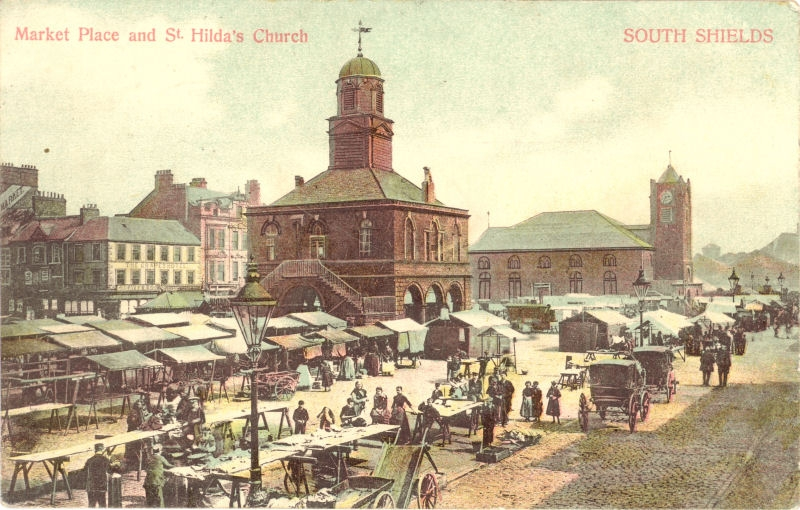
Маркет-плейс в 1904
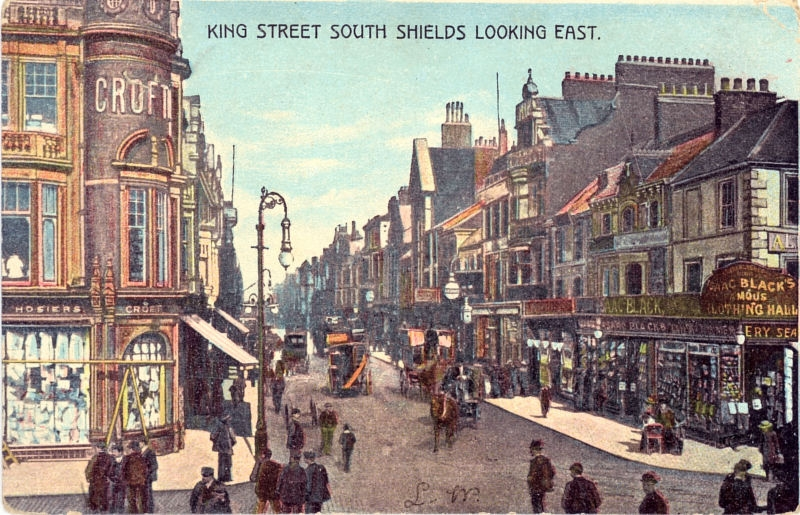
Кинг-стрит в 1906
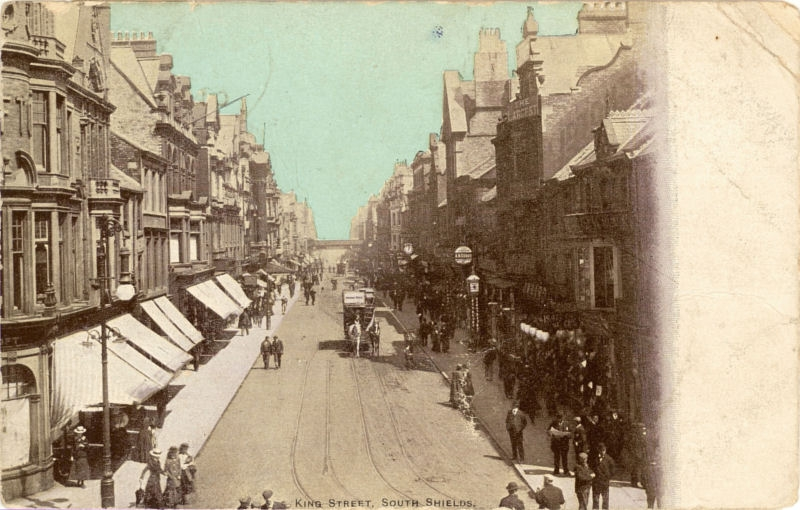
Кинг-стрит в 1904
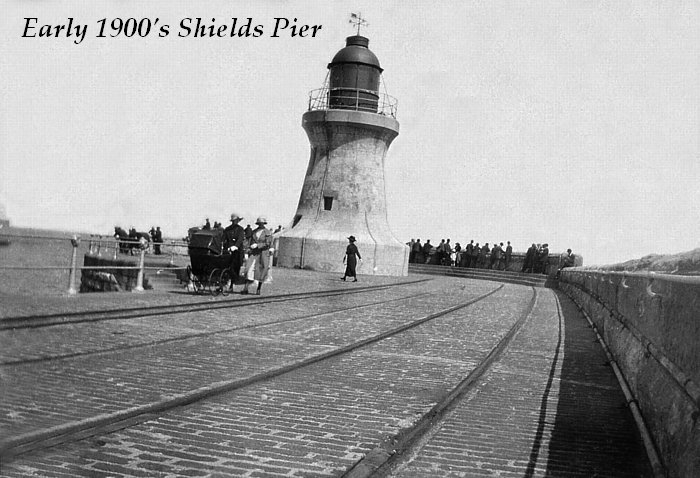
Начало XX века